# Пресвитерианская церковь Либерии
Пресвитерианская церковь Либерии (англ. The Presbyterian Church in Liberia) — историческая церковь в Либерии в пресвитерианской реформатской традиции. 
Прежде церковь была пресвитерией Камберлендской пресвитерианской церкви. В настоящее время это независимая конфессия.

## История
Либерия была заселена американскими рабами, прежде чем она стала колонией. В 1833 году Пресвитерианская церковь США начала работать в Либерии. Либерия стала республикой после принятия Конституции в 1847 году. В 1850 году Американский совет уполномоченных по иностранным миссиям направил миссионеров. Одним из наиболее известных среди них был Джон Уилсон.
Церковь основала Александровскую среднюю школу в Монровии. Пресвитерия Либерии стала независимой в 1928 году. Эту дату считают так же датой основания церкви. В 1944 году церковь начала свою миссионерскую работу в районе Тоди, Либерия. В 1980 году церковь стала временной пресвитерией Камберлендской пресвитерианской церкви.
В 2006 году в Черсбурге, Либерия, на своем ежегодном Синоде церковь объявила о разрыве отношений с пресвитерианской церковью Камберленда после более чем двадцатилетнего партнерства.

## Статистика
Церковь имеет 15 общин по всей Либерии и насчитывает более 3000 членов.

## Межцерковные отношения
Церковь является членом Всемирного сообщества реформатских церквей и Всемирного реформатского братства.